# (612243) 2001 QR322
Der Asteroid (612243) 2001 QR322 wurde am 21. August 2001 entdeckt. (612243) 2001 QR322 war der erste bekannte Neptun-Trojaner. Das ist die Bezeichnung für Asteroiden, die auf den Lagrange-Punkten der Bahn des Neptun um die Sonne laufen. (612243) 2001 QR322 ist dem Lagrange-Punkt L4 zuzuordnen. Auf dieser Position läuft er dem Neptun um 60° voraus.